# 148e régiment d'infanterie (France)
Le 148e régiment d'infanterie (148e RI) est un régiment d'infanterie de l'Armée de terre française. Il est créé sous la Révolution sous le nom de 148e demi-brigade de première formation.

## Création et différentes dénominations
- 1793 : 148e demi-brigade de bataille.
- 1797 : Dissoute et incorporé dans 34e Demi-Brigade d'Infanterie de Ligne.
- 1813 : 148e régiment d'infanterie de ligne.
- 1813 : Dissous.
- 1887 : 148e régiment d'infanterie.
- 1923 : Dissous.
- 1939 : 148e régiment d'infanterie de forteresse.
- 1940 : Dissous.

## Colonels/chef-de-brigade
- 1793 : Chef-de-Brigade Anne Joseph Dumas
- 1794 : Chef-de-Brigade Jacques Dumas
- 1795 : Chef-de-Brigade Mazas
- 1813 : Colonel Marc-Antoine-Marie Obert
- 1813 : Colonel Louis Nicole
- 1813 : Colonel Pierre Jacques Ferdinand Varin
- 1895 - 1901 : Colonel Achille Jules César Lorentz
- 1905 : Colonel Marie Alfred Canton (1850-1924)
- 1907 - 1911 : Colonel Dominique Henri Raoul Darodes De Peyriaque
- 1911 - 1912 : Colonel Henri Marie Alfred de Cadoudal (par intérim)
- 1914 : colonel Henri Claude Cadoux

- 1939 : colonel René Manceron.

## Historique des garnisons, combats et bataille du RI

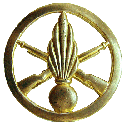
insigne de béret d'infanterie

## Historique des garnisons, combats et bataille du148eRI

### RévolutionetEmpire
En 1793, lors du premier amalgame la 148e demi-brigade de première formation est formée  avec les :
- 2e bataillon du 80e régiment d'infanterie (ci-devant Angoumois)
- 7e bataillon de volontaires de la Gironde
- 11e bataillon de volontaires de la Gironde

1794: Urrugne, Saint-Marchail, Saint-Sébastien, et Sans-Cullottes.
Le 19 février 1797 la 148e demi-brigade est incorporée dans la 34e demi-brigade de deuxième formation.

Le no 148 devient vacant.
Lors de la réorganisation des corps d'infanterie, en 1813, le 148e régiment d'infanterie de ligne est formé, le 1er février 1813, avec les :
- 72e cohorte du premier ban de la garde nationale formée dans le département de Jemmapes
- 73e cohorte du premier ban de la garde nationale formée, aussi, dans le département de Jemmapes
- 74e cohorte du premier ban de la garde nationale formée dans le département des Deux-Nèthes et de l'arrondissement de Breda
- 75e cohorte du premier ban de la garde nationale

Engagé dans la campagne d'Allemagne il se trouve aux combats et batailles de Lowenberg, Bober et Goldberg.
En raison des pertes subies durant la campagne de 1813, les effectifs restants du 148e sont incorporés les 17 octobre et 4 novembre 1813 dans le 25e régiment d'infanterie de ligne.

### De 1887 à 1914
Le 148e RI, est formé le 1er octobre 1887 à 3 bataillons  provenant des 51e régiment d'infanterie, 82e régiment d'infanterie et 87e régiment d'infanterie, à Verdun
- 1887-1896 : Verdun[1] (baraquements de Jardin-Fontaine et une partie des forts de la rive gauche de la Meuse dépendant du camp retranché de Verdun)
- 1896-1899 : Sedan[2]
- 1899- : Givet[3]

### Première Guerre mondiale

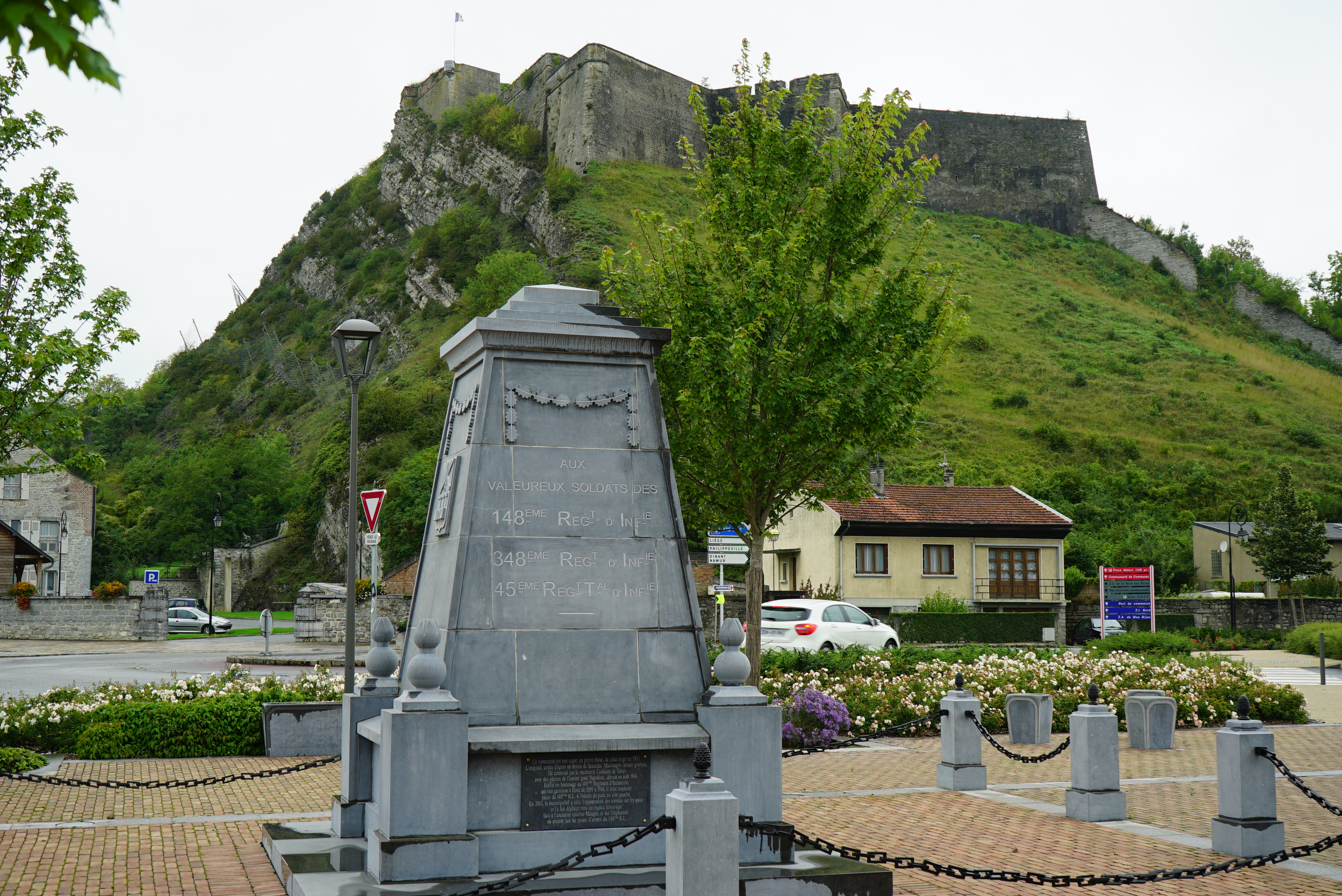
vue du fort de Charlemont et de la stèle au.

En 1914 casernement : Givet et Rocroi, dépendant de la 8e brigade d'infanterie, 4e division d'infanterie et IIe corps d'armée. À la 4e DI d'août 1914 à juin 1915 (le régiment est détaché à la DI provisoire Tassin à partir de avril 1915), puis à la 122e division d'infanterie jusqu'en novembre 1918.

#### 1914
Le 148e reçoit l'ordre de couverture le 31 juillet 1914 à 20 h : les trois bataillons sont déployés et les sorties de Givet sont barricadées. Les premiers réservistes arrivent le 1er août Le 2 août à 4 h, l'ordre de mobilisation entraîne l'application de sa mission : garder le contrôle des ponts sur la Meuse de Fumay à Givet. Le 5, les effectifs sont au complet : 3 338 hommes de troupe et 66 officiers. Le 6, la liaison est établie avec le 33e RI ; le 1er bataillon reçoit l'ordre de garder la Meuse de Givet à Dinant.
En Belgique, garde des ponts de la Meuse… Charleroi… Retraite à partir du 25 août.
Le 30 août, le régiment se bat vers Saint-Gobain.
Le 31 août, le régiment se bat vers Chauny, elle se situe à l’extrême droite de la 5e armée française et doit protéger sa retraite.
Le régiment va perdre un 1/3 de son effectif dans cette retraite… bataille de la Marne…

#### 1915

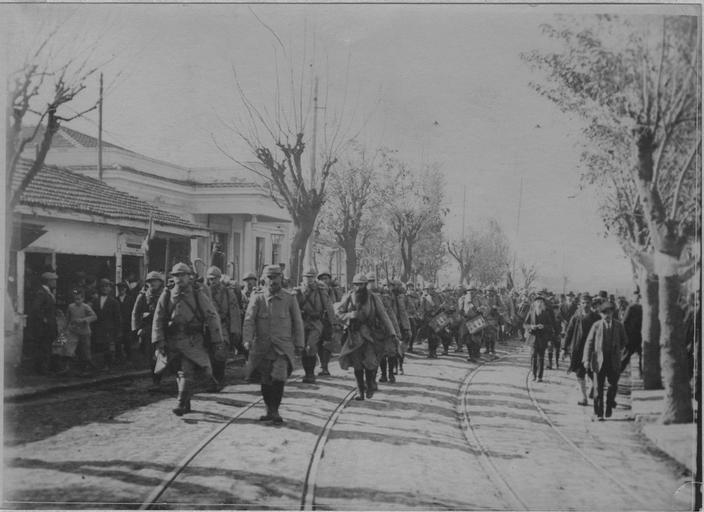
Le quitte Salonique le 6 11 1915.

Marne… L'Aisne… Embarquement à bord du Duc d'Aoste puis du Savoie pour Salonique le 1er novembre 1915.

#### 1916 - 1917

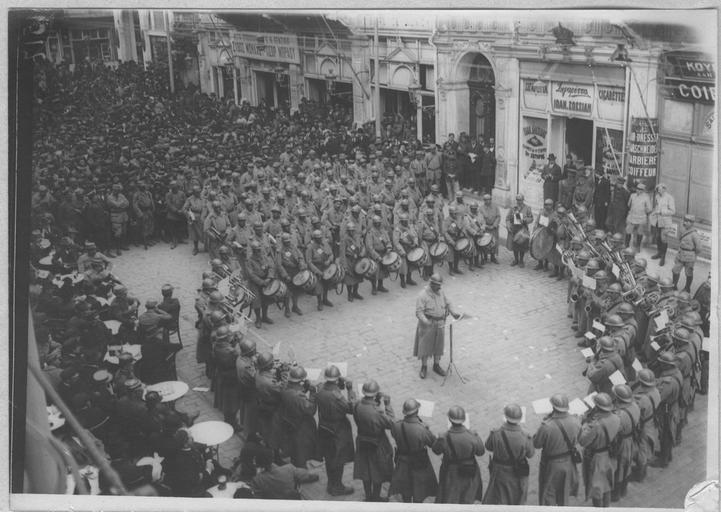
La musique du à Salonique en juin 1916.

De 1916 à 1917 à la frontière grecque, le Vardar, etc.

#### 1918

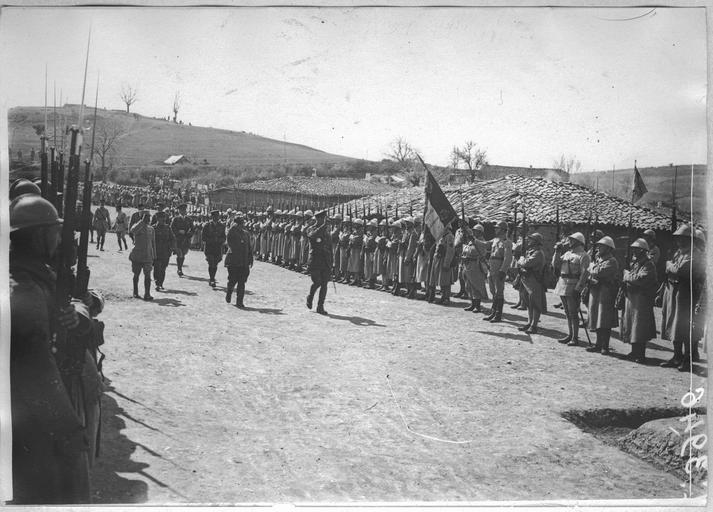
Les généraux Gérôme et Milne passent en revue un bataillon du, à Izvor le 4 avril 1918.

- Frontière grecque, expédition de Salonique, le Vadar, Kara-Sinanci… Topoljani…
  - Bataille de Dobro Polje

" Régiment, dont l'ardeur ne s'est jamais démentie pendant quatre ans de guerre." Général Sarrail, 1918.

### Entre-deux-guerres
En garnison à Mulhouse de 1919 à 1923, où il est dissous

### Seconde Guerre mondiale
Formé le 1er septembre 1939 sous le nom de 148e régiment d'infanterie de forteresse, à Nouzonville, aux ordres du colonel René Manceron (fait prisonnier le 16 mai 1940), le régiment est détaché le 20 janvier 1940 de la 52e division d'infanterie.
Il est rattaché ensuite à la 102e division d'infanterie de forteresse aux ordres du général Portzert (41e corps d'armée de forteresse, 9e armée) qui doit défendre la Meuse entre Anchamps et Pont-à-Bar (Dom-le-Mesnil). Avec trois bataillons en ligne, le 148e est affecté au secteur défensif des Ardennes, sous secteur de Boulzicourt, au sud de Mézières – Mohon – Pont-à-Bar sur la ligne Maginot. La position de Pont-à-Bar est tenue par la 55e division d'infanterie (2e armée).
Le 14 mai 1940, lors de la bataille de France, Dom-le-Mesnil est défendu par des Français du III/148e régiment d'infanterie de forteresse (commandant Saudo), position organisée en trois points d'appuis et commandée par le capitaine Bernardon de la compagnie de mitrailleuse 2, lorsque la localité est attaquée vers le milieu de la journée par des chars allemands du Panzer-Regiment 4 de la 2. Panzer-Division (Rudolf Veiel) qui débouchent par dizaines de Pont-à-Bar. Cette puissance énorme déployée par les Allemands a raison des défenseurs français, Dom-le-Mesnil sera occupé jusqu'en 1944.

## Inscriptions portées sur le drapeau du régiment
Il porte, cousues en lettres d'or dans ses plis, les inscriptions suivantes :
- Goldberg 1813
- L'Aisne 1914
- Artois 1915
- Dobropolje 1918

## Décorations
Sa cravate est décorée de la Croix de guerre 1914-1918 avec 2 palmes. 
Il a le droit au port de la fourragère aux couleurs du ruban de la Croix de Guerre 1914-1918.

## Insigne
Tête de sanglier des Ardennes orienté à gauche.

## Faits d'armes faisant particulièrement honneur au régiment
- Goldberg 1813.

## Personnalités ayant servi au148eRI
- Marcel Canguilhem (1895-1949), dit Cel le Gaucher, artiste (illustrateur, sculpteur)
- Léopold Justinard (1878-1959), colonel
- Aristide Bruant (1883-1917), fils du chansonnier Aristide Bruant, sous-lieutenant puis lieutenant au régiment de 1905 à 1910. Son nom est inscrit au Panthéon parmi les 560 écrivains morts pour la France.

### Sources et bibliographie
- Lieutenant-colonel A. Heumann et Capitaine Gautron, Historique du 148e régiment d'infanterie, rédigé par le lieutenant-colonel Heumann, d'après les travaux de M. le capitaine Gautron, Paris, H. Charles-Lavauzelle, 1920, 293 p., lire en ligne sur Gallica.
- À partir du Recueil d'Historiques de l'Infanterie Française (Général Andolenko - Eurimprim 1969).
- Émile Simond : Historique des nouveaux régiments créés par la loi du 25 juillet 1887